# St Quintins Castle
St Quintins Castle (også kendt som St Quentins Castle og Llanblethian Castle, walisisk: Castell Llanfleiddan) er en borg i landsbyen Llanblethian, Cowbridge, Wales.
Den første fæstning på stedet blev opført omkring 1102, og portbygningen og øvrige bygninger blev opført omkring 1312. Den blev senere brugt som fængsel, men var en ruin i 1741. Virtual Tour
Den er et scheduled monument og listed building af 2. grad. Den varetages af Cadw.